# Агент влияния (роман)
«Агент влияния» (англ. Agency, с англ. — «Агентство») — научно-фантастический роман Уильяма Гибсона, вышедший 21 января 2020 года.
Это «сиквел и приквел» его предыдущего романа «Периферийные устройства» (2014), в котором повторно используется технология из романа для изучения альтернативного 2017 года, в котором Хиллари Клинтон победила на президентских выборах 2016 года. Далее сюжетная линия исследует концепцию «Джекпота» (англ. Jackpot), элемента предыстории из «Периферийных устройств».
Один сюжет разворачивается в альтернативном 2017-м, в котором молодая женщина по имени Верити (англ. Verity) испытывает разработанный военными новый вид программного обеспечения аватаров для стартапа в Сан-Франциско. Вторая сюжетная линия относится к людям из постапокалиптического XXII века, которые вмешиваются в 2017 год.
Компания CBC Books внесла роман «Агент влияния» в свой список канадской фантастики, за которой стоит следить весной 2020 года. Изначально было намечено издать роман в январе 2018 года.